# Objection (Tango)
"Objection (Tango)" é uma canção da artista musical colombiana Shakira,  para o seu quinto álbum de estúdio, Laundry Service (2001). Foi a primeira música que Shakira escreveu em inglês, depois de ser encorajada pela cantora cubana Gloria Estefan, para gravar um material na língua. Ela também produziu a faixa juntamente com Lester Mendez. "Objection (Tango)" combina musicalmente elementos de pop rock e tango e contém instrumentação de bandoneón e de guitarra. Através da letra da música, Shakira pretende acabar com um triângulo amoroso do qual é parte. A música foi lançada como o terceiro single do álbum em 2002 Uma versão em espanhol da música, intitulada "Te Aviso, Te Anuncio (Tango)" ("Eu estou te alertando, eu estou te informando"), também foi gravado pela cantora.
Após a sua divulgação, "Objection (Tango)" recebeu críticas em sua maioria favoráveis de críticos de música, alguns dos quais achavam isso similar aos trabalhos da banda americana de new wave The B-52's. Comercialmente, "Objection (Tango)" foi um sucesso e atingiu o pico dentro dos dez melhores das listas de singles de vários países, como Austrália, Bélgica, Itália, Holanda e França. A música se tornou o último single do álbum a entrar no Reino Unido e no Billboard Hot 100 nos Estados Unidos, atingindo os números 17 e 55, respectivamente. "Te Aviso, Te Anuncio (Tango)" traçou dentro dos dez melhores das paradas da Billboard Latin Pop Airplay e Latin Tropical/Salsa Airplay. "Objection (Tango)" foi certificado de platina e ouro na Austrália e na França pela Australian Recording Industry Association (ARIA) e Syndicat National de l'Édition Phonographique (SNEP), respectivamente.
Um videoclipe de acompanhamento para "Objection (Tango)", foi dirigido por Dave Meyers e apresenta Shakira lutando contra seu namorado infiel e sua amante em uma balada. Um segmento do vídeo é renderizado em uma forma de desenho animado. Para uma promoção adicional, Shakira realizou uma versão inspirado em samba da música no MTV Video Music Awards de 2002. Também foi incluído no set-list da Tour of the Mongoose, que foi lançado para promover o Laundry Service. "Objection (Tango)" também foi usado em um comercial da Pepsi, com Shakira.

## Antecedentes e lançamento
Em 1998, Shakira lançou seu quarto álbum de estúdio Dónde Están los Ladrones? (Onde estão os ladrões?), Que se tornou um grande sucesso na América Latina e recebeu certificações multi-platina em vários países, como Argentina, Colômbia, Chile, México e Espanha. O álbum pop latino influenciado pelo rock, levantou comparações com o trabalho da cantora canadense Alanis Morissette e "abriu portas dentro do lucrativo mercado norte-americano de música", passando um total de 11 semanas no topo do Billboard Top Latin Albums. Tornou-se o primeiro álbum de Shakira a receber uma certificação de platina da Recording Industry Association of America (RIAA). Dónde Están los Ladrones? gerou o single de estilo árabe "Ojos Así" ("Eyes Like Yours"), que se tornou um sucesso e foi considerado o "carro chefe" do álbum.
A cantora cubana Gloria Estefan, cujo marido Emilio Estefan, estava gerenciando a carreira de Shakira naquela época, sentiu que Shakira tinha o potencial de se consolidar na indústria pop norte americana. No entanto, Shakira estava inicialmente hesitante em gravar músicas em inglês, pois não era sua língua materna, então Estefan se ofereceu para traduzir "Ojos Así" para o inglês, para mostrar a ela que "poderia traduzir bem". Shakira então começou a traduzir a canção e mostrou ela a Estefan, que respondeu "Muito honestamente, não posso fazer algo melhor!". Como Shakira queria ter controle total sobre suas gravações, ela decidiu aprender inglês melhor para que ela pudesse escrever suas próprias músicas. Desejando "encontrar uma maneira de expressar minhas idéias e meus sentimentos, minhas histórias do dia-a-dia em inglês", Shakira comprou dicionários de rima, começou a analisar as letras de canções de Bob Dylan, a leitura de poesia e o trabalho de autores como Leonard Cohen and Walt Whitman e teve aulas de inglês com um professor particular. "Objection (Tango)" tornou-se a primeira música que Shakira escreveu em inglês e em uma entrevista para a Faze, falou sobre o processo de composição da música, dizendo: "Rezei e pedi a Deus para me enviar uma boa música naquele dia e lembro-me de começar a escrever a canção ['Objeção (Tango)] algumas horas depois. Eu escrevi a música e as letras ao mesmo tempo e quando isso acontece é realmente mágico para mim." Shakira também escreveu e gravou uma versão em espanhol da música, intitulada "Aviso de Te Anuncio (Tango)".
"Objection (Tango)" foi lançado como o terceiro single do Laundry Service em um formato de CD promocional, em 6 de julho de 2002. Mais tarde foi lançado no dia 27 de agosto como um CD single com o single anterior do álbum "Underneath Your Clothes" como o lado B.

## Composição
"Objection (Tango)" foi escrito por Shakira e co-produzido pela cantora junto com Lester Mendez. É uma misturs de pop rock e tango, um estilo de música de dança de salão de ritmo acelerado que se originou na Argentina e no Uruguai. De acordo com a partitura de "Objection (Tango)", publicada na MusicNotes.com pela Sony/ATV Music Publishing, está escrita na nota de Si menor e possui um metrônomo de meia nota de 66 batimentos por minuto. A faixa vocal de Shakira abrange de E3 e B4. A música contém instrumentação do bandoneón, que é tocada a uma "velocidade rápida" e também possui um solo de guitarra "twanging". Liricamente, "Objection (Tango)" é dramática e humorística em sua abordagem e concentra-se em uma demonstração de Shakira ordenando seu interesse amoroso, a escolher entre ela e sua outra paquera; Considerado um hino feminista. No folheto que acompanha o álbum, a letra de "Objection (Tango)" está apresentada de forma errada. Lá está escrito: "next to her cheap silicon" ("perto do silicon barato dela"). Silicon (sem "e") é silício em inglês, enquanto que a cantora estava se referindo à silicone. Durante a ponte da música, Shakira entrega vocais de rap e instrui seu namorado a acabar com o triângulo amoroso, declarando que "Tango não é a três, foi feito para ser a dois."

## Recepção crítica
Alex Henderson da AllMusic, selecionou a música como um dos destaques do Laundry Service e comentou que "[Shakira] combina o sucesso pop/rock com [...] tango em "Objection (Tango)"." Chuck Taylor da Billboard, deu uma revisão muito positiva, elogiando a entrega vocal de Shakira, a ponte falada e seu som amigável para as rádios, dizendo que está "perfeitamente cronometrada para os dias singulares do verão e adiciona combustível à fogueira que este talento amável [Shakira] tem inflamado". O crítico comparou "Objection (Tango)" com a música do cantor porto-riquenho Ricky Martin, "Livin' la Vida Loca" e ao trabalho da banda americana new wave The B-52's. Alexis Petridis, do The Guardian, escolheu "Objection (Tango)" como um exemplo do estilo incomum de produção de Shakira e opinou que "soa como o bloqueio do B-52, com uma combinação de recepção de casamento [sic]". Matt Cibula da PopMatters, elogiou as composições de Shakira e chamou a canção de "belo rock construído com drama e senso de humor". O crítico também apreciou a ponte da música, dizendo que "o pequeno e semi-rap no final é tão divertido como o inferno." Lisa Oliver do Yahoo! Music, no entanto, sentiu que a música estava no lado "mingers" do álbum.
Na 18ª cerimônia anual do Prêmio Winter Music Conference em 2003, "Objeção (Tango)" foi nomeada para "Melhor Faixa de Dança Latina", mas perdeu para a música "Dalian Dance (The Mexican)" da cantora mexicana Thalía. Shakira e Mendez ganharam um BMI Latin Award em 2003, pela composição de "Te Aviso, Te Anuncio (Tango)", a versão em espanhol da música. "Te Aviso, Te Anuncio (Tango)" também foi nomeado para "Best Rock Song" no Grammy Latino de 2003, mas perdeu para a música Mala Gente do músico colombiano Juanes".

## Desempenho comercial
Embora não tenha sido um sucesso comercial tão grande quanto os singles anteriores do álbum, "Whenever, Wherever" e "Underneath Your Clothes", "Objection (Tango)" se saiu bem em algumas paradas de singles. Na região da Flandres de língua holandesa, tornou-se o terceiro maior sucesso consecutivo de Shakira depois de atingir o número nove na parada Ultratop. Da mesma forma, tornou-se o seu terceiro top dez consecutivo na região da Valónia de língua francesa do país, depois de atingir o pico de número oito. "Objection (Tango)" estreou no número 31 no French Singles Chart e atingiu o número dez por duas semanas. Ficou por um total de 24 semanas e foi certificado de ouro pelo Syndicat National de l'Édition Phonographique (SNEP), por vender mais de 250.000 unidades. Na Hungria, a música encabeçou o gráfico de airplays nacionais. Apareceu no gráfico por um total de 54 semanas e assim, tornou-se a canção de gráficos mais longa da Shakira no país. Depois de estrear no número 11 no Italian Singles Chart, "Objection (Tango)" atingiu o número seis e traçou um total de 17 semanas. Na Holanda, a música entrou no Dutch Top 40, em uma posição baixa do gráfico de 48, mas saltou para o número 12 na semana seguinte. Mais tarde atingiu a posição de número cinco e gastou um total de 20 semanas na parada. "Objection (Tango)" estreou no número dez no Norwegian Singles Chart e ficou no número oito duas semanas depois. A International Federation of the Phonographic Industry Noruega (IFPI Noruega), certificou-o de ouro para vendas de 5.000 unidades. Na Suécia, a música fez uma entrada alta na tabela Sverigetopplistan, no número nove e atingiu o pico no número 7. Isso durou um total de 17 semanas no gráfico. "Objection (Tango)" tornou-se o último single do álbum a entrar no Reino Unido, onde alcançou o número 17 no UK Singles Chart. Também se tornou o primeiro single de Shakira a não aparecer no ranking dos dez melhores do país.
"Objection (Tango)" tornou-se um sucesso na Austrália, onde estreou e atingiu o segundo lugar no ARIA Singles Chart, por três semanas. Foi impedido de atingir a posição máxima pela canção "Complicated" da cantora canadense Avril Lavigne e mais tarde pela "The Logical Song" da banda de techno alemã Scooter. A sua permanência total no gráfico durou 18 semanas. "Objection (Tango)" foi certificado de platina pela Australian Recording Industry Association (ARIA) pelas vendas de 70 mil unidades. Tornou-se o terceiro single consecutivo do álbum a atingir o status de platina no país. O single também funcionou bem na Nova Zelândia e atingiu o número oito na tabela de singles RIANZ.
A música foi bem sucedida nos Estados Unidos. Tornou-se o último single do Laundry Service a aparecer na parada da Billboard Hot 100, no qual atingiu a posição de número 55. A música também alcançou os números 21 e 25 na lista do Top 40 Mainstream e Hot Dance Club Songs respectivamente. "Te Aviso, Te Anuncio (Tango)" entrou nas paradas de singles latino, atingindo o número 16 na Hot Latin Songs. Se saiu melhor na Latin Pop Airplay e Latin Tropical/Salsa Airplay, atingindo os números sete e dez, respectivamente.

## Videoclipe
O videoclipe de acompanhamento para "Objection (Tango)" foi dirigido por Dave Meyers e coreografado por Tina Landon. Começa com Shakira e seu interesse amoroso dançando tango em um cenário parecido com um bar, começando com uma movimentos leves. O tango torna-se mais rápido e mais intrincado à medida que a batida inicial da música começa. O interesse amoroso de Shakira sai do bar abruptamente, deixando-a sozinha para dançar a música. Ela segue o homem em um carro amarelo e chega a um clube onde o vê com outra mulher, interpretada pela atriz havaiana Tabitha Taylor. Uma seqüência de desenho animado segue como Shakira saltaando sobre a multidão e luta com seu amante infiel e a amante. Enquanto lutava com a última, Shakira então os derrotam e seus seios diminuem de tamanho na medida em que a letra "Perto do silicone barato dela, eu pareço minúscula". Depois que Shakira derrota o homem, a sequência animada termina e a luta revela-se que ocorre apenas na imaginação. Quando ela tenta lutar contra o homem e Taylor na realidade, ela é rapidamente derrotada e cai em uma mesa de vidro. Dois homens parecidos com super-heróis cômicos, um dos quais é interpretado por Dan Southworth, parecem ajudar e rapidamente derrotam o homem, enquanto Shakira derrota Taylor. Os dois são mostrados amordaçados na ponta do carro de Shakira e são então amarrados nas rodas giratórias. As rodas rodam começam a correr em alta velocidade. Cenas de Shakira dançando no bar e cantando a música com uma banda são intercaladas ao longo do clipe. O vídeo atingiu o número um na parada de clipes do Total Request Live.

## Performances ao vivo
Em 29 de agosto de 2002, Shakira cantou "Objection (Tango)" no MTV Video Music Awards de 2002 na Cidade de Nova Iorque. Em vez de tango, a performance da música foi inspirada pelo samba e apresentou um grande número de percussionistas no palco. Shakira incorporou movimentos de dança do ventre em sua coreografia e perto do final da performance, ela caiu para trás na multidão e "foi entregue de volta ao palco rapidamente o suficiente para não perder uma única linha". Jon Wiederhorn da MTV, elogiou Shakira pela presença de palco e chamou sua performance de dança do ventre de "sedutora". "Objection (Tango)" foi incluída no set-list da Tour of the Mongoose, a primeira turnê mundial de Shakira foi lançada em apoio ao Laundry Service. Semelhante a sua apresentação no MTV Video Music Awards, uma versão oriental para o samba da música foi realizado no final antes do Bis. O desempenho apresentou instrumentação de inúmeros tambores de bongo. Corey Moss da MTV opinou que "apresentação foi ainda a melhor dança do ventre de Shakira" e "fez o público gritar por um bis." Steve Baltin da Rolling Stone, selecionou o desempenho da música como um dos destaques do show, dizendo: "cercando-se com tambores de bongo durante" Objection (Tango) "[...] ela incorporou todo o brilho e glamour do bom rock & roll antiquado". Na cerimônia do Grammy Latino de 2011, o duo de música espanhola Estopa realizou um cover ao vivo da música em rumba, como parte do tributo aos Grammys latinos de Shakira, onde foi homenageada como Personalidade do Ano da Academia Latina da Gravação.
Como parte de seu acordo global de patrocínio e publicidade com a multinacional americana de alimentos e bebidas PepsiCo, para promover o seu refrigerante gaseificado Pepsi, Shakira estrelou um comercial de televisão para a campanha "Dare For More" da marca. O comercial foi lançado em 2004 e mostra Shakira dançando "Objection (Tango)" com um funcionário em uma loja de conveniência.

## Faixas
| - CD single 1. "Objection (Tango)" (Edição de Rádio) – 3:29 2. "Objection (Tango)" (Versão do Álbum) – 3:42 - Maxi single de 12 pulgadas 1. "Objection (Tango)" (Versão do Álbum) – 3:42 2. "Objection (Tango)" (Jellybean's Funhouse Mix) - 7:55 3. "Te Aviso, Te Anuncio (tango)" (Gigi D'Agostino Psico remix) - 10:53 | - Maxi single de 12 pulgadas 1. "Objection (Tango)" (Edição de Rádio) – 3:29 2. "Objection (Tango)" (Versão do Álbum) – 3:42 3. "Objection (Tango)" (Kupper's Deep Future Radio Edit) - 4:26 4. "Te Aviso, Te Anuncio (tango)" (Gigi D'Agostino Psico remix) - 6:10 5. "Objection (Tango)" (Videoclipe) - 3:42 |  |

## Desempenho nas tabelas musicais
| Chart (2002)                                                              | Maior posição |
| ------------------------------------------------------------------------- | ------------- |
| O campo songid é OBRIGATÓRIO PARA PARADA ALEMÃ                            | 19            |
| Austrália (ARIA)                                                          | 2             |
| Áustria (Ö3 Austria Top 75)                                               | 12            |
| Bélgica (Ultratop 50 de Flandres)                                         | 9             |
| Bélgica (Ultratop 50 da Valônia)                                          | 8             |
| Estados Unidos (Billboard Hot 100)                                        | 55            |
| Estados Unidos (Billboard Dance Club Songs)                               | 25            |
| Estados Unidos (Billboard Hot Latin Songs) Te Aviso, Te Anuncio (Tango)   | 16            |
| Estados Unidos (Billboard Latin Pop Airplay) Te Aviso, Te Anuncio (Tango) | 7             |
| Estados Unidos (Billboard Mainstream Top 40)                              | 21            |
| Estados Unidos (Billboard Tropical Airplay) Te Aviso, Te Anuncio (Tango)  | 10            |
| Finlândia (Suomen virallinen lista)                                       | 10            |
| França (SNEP)                                                             | 10            |
| Hungria (Rádiós Top 40)                                                   | 1             |
| Hungria (Single Top 40)                                                   | 16            |
| Irlanda (IRMA)                                                            | 12            |
| Itália (FIMI)                                                             | 6             |
| Noruega (VG-lista)                                                        | 8             |
| Nova Zelândia (Recorded Music NZ)                                         | 8             |
| Países Baixos (Single Top 100)                                            | 5             |
| Polônia (Polish Music Charts)                                             | 6             |
| Portugal (AFP)                                                            | 7             |
| Reino Unido (UK Singles Chart)                                            | 17            |
| Romênia (Romanian Top 100)                                                | 1             |
| Suécia (Sverigetopplistan)                                                | 7             |
| Suíça (Schweizer Hitparade)                                               | 10            |

| Chart (2002)                               | Posição |
| ------------------------------------------ | ------- |
| Áustrália (Australian Singles Chart)       | 44      |
| Bélgica (Belgian Singles Chart (Flanders)) | 97      |
| Países Baixos (Dutch Singles Chart)        | 64      |
| Chart (2003)                               | Posição |
| Bélgica (Belgian Singles Chart (Wallonia)) | 58      |
| França (French Singles Chart)              | 43      |
| Suíça (Swiss Singles Chart)                | 86      |

## Vendas e certificações
| Região                                                                                             | Certificação | Vendas  |
| -------------------------------------------------------------------------------------------------- | ------------ | ------- |
| Austrália (ARIA)                                                                                   | Platina      | 70,000^ |
| França (SNEP)                                                                                      | Platina      | 25,000* |
| Noruega (IFPI Noruega)                                                                             | Platina      | 5,000*  |
| *números de vendas baseados somente na certificação ^distribuições baseadas apenas na certificação |              |         |